# USS Weeden (DE-797)
USS Weeden (DE-797) là một tàu hộ tống khu trục lớp Buckley được Hải quân Hoa Kỳ chế tạo trong Chiến tranh Thế giới thứ hai. Tên nó được đặt theo Thiếu úy Hải quân Carl A. Weeden (1916–1941), người từng phục vụ trên thiết giáp hạm Arizona (BB-39) và đã tử trận trong cuộc Tấn công Trân Châu Cảng vào ngày 7 tháng 12, 1941. Nó đã phục vụ cho đến khi chiến tranh kết thúc, xuất biên chế năm 1946, nhưng được huy động trở lại để hoạt động trong giai đoạn Chiến tranh Lạnh từ năm 1950 đến năm 1958; cuối cùng nó bị tháo dỡ vào năm 1969.

## Thiết kế và chế tạo
Những chiếc thuộc lớp tàu hộ tống khu trục Buckley có chiều dài chung 306 ft (93 m), mạn tàu rộng 37 ft 1 in (11,30 m) và độ sâu mớn nước khi đầy tải là 11 ft 3 in (3,43 m). Chúng có trọng lượng choán nước tiêu chuẩn 1.400 tấn Anh (1.400 t); và lên đến 1.740 tấn Anh (1.770 t) khi đầy tải. Hệ thống động lực bao gồm hai turbine hơi nước General Electric công suất 13.500 mã lực (10.100 kW), dẫn động hai máy phát điện công suất 9.200 kilôwatt (12.300 hp) để vận hành hai trục chân vịt;  công suất 12.000 hp (8.900 kW) cho phép đạt được tốc độ tối đa 23 kn (26 mph; 43 km/h), và có dự trữ hành trình 6.000 nmi (6.900 mi; 11.000 km) khi di chuyển ở vận tốc đường trường 12 kn (14 mph; 22 km/h).
Vũ khí trang bị bao gồm ba pháo 3 in (76 mm)/50 cal trên tháp pháo nòng đơn có thể đối hạm hoặc phòng không, một khẩu đội 1,1 inch/75 caliber bốn nòng và tám pháo phòng không Oerlikon 20 mm. Vũ khí chống ngầm bao gồm một dàn súng cối chống tàu ngầm Hedgehog Mk. 10 (có 24 nòng và mang theo 144 quả đạn); hai đường ray Mk. 9 và tám máy phóng K3 Mk. 6 để thả mìn sâu. Khác biệt đáng kể so với lớp Evarts dẫn trước là chúng có thêm ba ống phóng ngư lôi Mark 15 21 inch (533 mm). Thủy thủ đoàn đầy đủ bao gồm 186 sĩ quan và thủy thủ.
Weeden được đặt lườn tại xưởng tàu của hãng Consolidated Steel Corp., Ltd. tại Orange, Texas vào ngày 18 tháng 8, 1943. Nó được hạ thủy vào ngày 27 tháng 10, 1943; được đỡ đầu bởi bà Alice N. Weeden, bà của Thiếu úy Weeden, và nhập biên chế vào ngày 19 tháng 2, 1944 dưới quyền chỉ huy của Hạm trưởng, Thiếu tá Hải quân Charles Foster Tillinghast, Jr.

## Lịch sử hoạt động

### Mặt trận Đại Tây Dương
Sau quá trình trang bị vốn bị kéo dài do buộc phải sửa chữa hệ tống động lực, Weeden khởi hành từ Galveston, Texas vào ngày 30 tháng 3, 1944 để tiến hành việc chạy thử máy huấn luyện tại khu vực Bermuda, bắt đầu từ ngày 5 tháng 4. Nó lên đường đi Boston, Massachusetts vào ngày 1 tháng 5, đến nơi vào ngày hôm sau, và hoàn tất việc sửa chữa sau chạy thử máy vào ngày 14 tháng 5. Chuyển đến Provincetown, Massachusetts, trong một tháng tiếp theo nó phục vụ như tàu mục tiêu cho Trường huấn luyện Hải đội Ngư lôi Hạm đội Đại Tây Dương. Đến cuối tháng 6, con tàu được điều động sang Đội hộ tống 56.
Khởi hành từ Boston vào ngày 4 tháng 7, Weeden hộ tống một đoàn tàu vận tải khứ hồi vượt Đại Tây Dương để hướng sang Bizerte, Tunisia; con tàu về đến Boston vào ngày 18 tháng 8. Nó tiếp tục huấn luyện tại vùng biển Casco Bay, Maine cho đến giữa tháng 9, khi nó gia nhập một đoàn tàu vận tải khác gần Norfolk, Virginia để tiếp tục đi sang Bizerte. Giữa chặng đường đi, Đội hộ tống 56 được lệnh tách ra và chuyển hướng đến Plymouth, Anh, nơi họ gia nhập một đoàn tàu đổ bộ LST và hộ tống chúng quay trở về Hoa Kỳ. Về đến nơp vào ngày 25 tháng 10, nó được sửa chữa những hư hại trong hành trình vượt đại dương, rồi huấn luyện chống tàu ngầm tại Casco Bay. Đến ngày 17 tháng 11, nó tiếp tục hộ tống một đoàn tàu vận tải khứ hồi khác vượt Đại Tây Dương xuất phát từ Norfolk, đi đến Gibraltar và Oran, Algeria trước khi quay trở về Hoa Kỳ. Về đến Boston vào cuối tháng 12, nó được sửa chữa tại Xưởng hải quân Charlestown cho đến đầu tháng 1, 1945 trước khi đi đến Norfolk, phục vụ một thời gian ngắn như một tàu huấn luyện.

### Mặt trận Thái Bình Dương
Khởi hành từ Norfolk vào ngày 28 tháng 1 để đi sang khu vực Mặt trận Thái Bình Dương, Weeden băng qua kênh đào Panama vào ngày 7 tháng 2, gia nhập Hạm đội Thái Bình Dương và tiếp tục hướng sang đảo Manus thuộc quần đảo Admiralty. Đến nơi vào cuối tháng 2, nó được sửa chữa trong một tuần trước khi lên đường để gia nhập Bộ tư lệnh Tiền phương biển Philippine tại Leyte, Philippines. Nó phục vụ tại khu vực này từ tháng 3 cho đến khi chiến tranh kết thúc, phục vụ hộ tống các đoàn tàu vận tải từ các căn cứ đến Philippines, và đi lại giữa các đảo trong quần đảo Philippines. Chuyến đi đầu tiên là một hành trình khứ hồi từ Leyte đến Ulithi, và sang tháng 4 là một chuyến khứ hồi đến Hollandia, New Guinea, quay trở về với một đoàn tàu kéo.
Weeden thực hiện một chuyến đi vận chuyển thư tín tại khu vực Philippine trong tháng 5, ghé qua Zamboanga, Mindoro, Iloilo, Manila và vịnh Subic. Cho đến hết tháng 6, nó tuần tra tại lối ra vào vịnh San Pedro, Leyte; hộ tống tàu bè di chuyển giữa Leyte và Manila; và vận chuyển thư tín giữa các đảo. Sang tháng 7, nó thực hiện hai chuyến đi khứ hồi giữa Leyte và Ulithi trước khi đi đến vịnh Subic để tham gia một đoàn tàu vận tải, bao gồm các tàu đổ bộ LST và LSM, chuẩn bị đi sang Okinawa. Rời vịnh Subic vào ngày 27 tháng 7, đoàn tàu phải đổi hướng đến né tránh một cơn bão và chỉ đi đến Okinawa vào ngày 4 tháng 8. Con tàu lên đường ba ngày sau đó để quay trở lại Leyte, vào lúc các quả bom nguyên tử được ném xuống Hiroshima và Nagasaki; những tác động khiến Nhật Bản buộc phải chấp nhận đầu hàng vào ngày 15 tháng 8 giúp kết thúc cuộc xung đột.
Trong những tuần lễ tiếp theo, Weeden tham gia vào việc vận chuyển để hình thành nên lực lượng chiếm đóng. Nó thực hiện một chuyến đi khứ hồi từ Manila đến Okinawa vào cuối tháng 8, rồi hộ tống một tàu sân bay hộ tống Anh đi sang Nagasaki, làm nhiệm vụ tiếp đón những cựu tù binh chiến tranh Đồng Minh. Trong hành trình quay trở về, nó đưa 70 cựu tù binh Hà Lan đến Okinawa trước khi quay trở lại Philippines. Trên đường đi, nó nhận được chỉ thị làm nhiệm vụ canh phòng máy bay tại một vị trí cách 100 mi (160 km) về phía Bắc đảo Luzon, và đảm trách vai trò này trong bốn ngày trước khi quay về vịnh Subic, đến nơi vào ngày 26 tháng 9. Nó được sửa chữa tại đây cho đến ngày 10 tháng 11.
Sau một chặng dừng tại Manila từ ngày 10 đến ngày 26 tháng 11, Weeden lên đường cho hành trình quay trở về Hoa Kỳ. Nó ghé qua Eniwetok và Trân Châu Cảng trước khi về đến San Pedro, California vào ngày 17 tháng 12. Con tàu bị bỏ không trước khi được cho xuất biên chế vào ngày 9 tháng 5, 1946, neo đậu cùng Đội San Diego trực thuộc Hạm đội Dự bị Thái Bình Dương.

### 1946 - 1957
Đến tháng 11, Weeden được cho hoạt động trở lại tuy vẫn tiếp tục nằm trong thành phần dự bị; từ ngày 20 tháng 11, nó đảm trách việc huấn luyện nhân sự thuộc Hải quân Dự bị của Quân khu Hải quân 11 trong gần bốn năm tiếp theo. Con tàu được cho nhập biên chế trở lại vào ngày 26 tháng 5, 1950, và trình diện để phục vụ cùng Hạm đội Thái Bình Dương ba tháng sau đó, cho dù về căn bản nhiệm vụ huấn luyện dự bị cho Quân khu Hải quân 11 vẫn không thay đổi. Trong bảy năm tiếp theo, các chuyến đi huấn luyện đã đưa con tàu lên phía Bắc đến British Columbia, xuống phía Nam đến Callao, Peru, và sang khu vực quần đảo Hawaii, nhưng chủ yếu vẫn tại bờ biển phía Nam California.
Vào ngày 26 tháng 11, 1957, Weeden được cho đại tu tại Portland, Oregon để chuẩn bị ngừng hoạt động. Nó được cho xuất biên chế vào ngày 26 tháng 2, 1958 và được đưa về Hạm đội Dự bị Thái Bình Dương, neo đậu cùng Đội sông Columbia tại Astoria, Oregon. Con tàu không bao giờ được đưa ra hoạt động trở lại; tên nó được cho rút khỏi danh sách Đăng bạ Hải quân vào ngày 30 tháng 6, 1968, và con tàu được bán cho hãng Zidell Explorations, Inc. tại Portland, Oregon vào ngày 27 tháng 10, 1969 để tháo dỡ.

## Phần thưởng[2]
|  |  |  |
|  |  |  |

| Huân chương Chiến dịch Hoa Kỳ        | Huân chương Chiến dịch Châu Á-Thái Bình Dương | Huân chương Chiến dịch Châu Âu-Châu Phi-Trung Đông |
| Huân chương Chiến thắng Thế Chiến II | Huân chương Phục vụ Phòng vệ Quốc gia         | Huân chương Giải phóng Philippine (Philippine)     |